# Žuti tisak
Žuti tisak je vrsta novinarstva koje svode vijesti na plakatne i privlačne naslove s ciljem prodaje što više novina. 
Tako četvrta sila te vrste može uključiti:
- preuveličavanja,
- koncentraciju na skandale,
- senzacionalizam, ili
- nestručno prenošenje vijesti putem novina ili drugih medija.

## Glavni sadržaji
Žuti tisak redovito izvještava o različitim temama, kao što su sport i skandali, koristeći podebljane naslovnice s velikim ilustracijama i velikom oslanjanju na neimenovane izvore.
Termin se u velikoj mjeri počeo koristiti za opisivanje određenih novina u New Yorku oko godine 1900. U današnje vrijeme pojam se koristi kao pogrdan izraz za novinarstvo koje tretira vijesti na nestručan ili neetički način, kao što je primjerice sustavna politička pristranost. Žuto novinarstvo može biti praksa nad-dramatizing događaja.
Žuti tisak često pojedine vijesti dodatno dramatizira ili preuveličava.

## Definicija iz 1941. godine
Frank Luther Mott (1941.) definira žuto novinarstvo s pet obilježja:
1. Ogromni naslovi u tisku, često i kod manjih vijesti
2. Raskošno korištenje slika ili crteža
3. Korištenje lažnih intervjua, zavaravajućih naslova, pseudo-znanost i mnoštvo lažnih izjava od tzv. stručnjaka
4. Nedjeljno izdanje u boji, obično sa stripovima
5. Dramatična sućut i suosjećaj prema gubitnicima (socijalno ugroženim osobama) i protivljenje postojećem državnom sustavu.

## Primjeri
Primjeri za žuti novinarski stil su britanski The Sun, australski The Daily Telegraph, nizozemski De Telegraaf, njemački Bild i austrijski Kronen Zeitung.
U Hrvatskoj primjer za žuti tisak je 24sata.
Politička kultura u zemljama u tranziciji se razlikuje od zapadnoeuropskih zemalja što se odražava i na djelovanje žutog tiska na čitateljstvo.